# Serrat del Moro (Clariana de Cardener)
|  | Aquest article tracta sobre una serra de Clariana de Cardener. Vegeu-ne altres significats a «Serrat del Moro». |

El Serrat del Moro és una serra situada als municipis de Clariana de Cardener i d'Olius (Solsonès), amb una elevació màxima de 664 metres.
La serra transcorre direcció nord-nord-oest cap al sud-sud-est. En la seva part nord neix en les planes del pla de Cerrics, prop de la casa de Puigsec. En direcció cap al sud, a en la seva vessant oest hi trobem la casa de ca l'Armenter i cal Xeringa, i a la part est la serra davalla fins al Pantà de Sant Ponç. Seguint la serra, per la que hi transcórrer l'antic camí ral de Solsona, trobem Sant Martí de Joval, la casa de Vilafranca i cal Veí. En paral·lel al vessant oest, hi baixa la rasa Perpètua, que acaba desembocant al pantà.